# اسماعیل هنیه
اسماعیل هنیه (۲۹ ژانویهٔ ۱۹۶۲ – ۳۱ ژوئیهٔ ۲۰۲۴) سیاستمدار فلسطینی و از رهبران سازمان حماس بود. این سازمان از سال ۲۰۰۷، حکومت نوار غزه را به عهده داشته است. او همچنین از سال ۲۰۰۶ تا ۲۰۰۷، نخست‌وزیر تشکیلات خودگردان فلسطین بود. هنیه از سال ۲۰۱۷ تا هنگام کشته شدن، بیشتر در کشور قطر زندگی می‌کرد.
هنیه در اردوگاه مخیم الشاطئ در نوار غزه که آنگاه تحت اشغال مصر بود زاده شد. والدینش طی جنگ ۱۹۷۸ فلسطین از اشکلون اخراج شده یا فرار کرده بودند. او در دانشگاه اسلامی غزه تحصیل کرد و با مدرک کارشناسی در رشتهٔ ادبیات عربی در سال ۱۹۸۷، فارغ‌التحصیل شد. هنیه پس از تشکیل حماس در جریان انتفاضهٔ اول علیه اشغالگری اسرائیل، در این سازمان فعّال شد و پس از شرکت در تظاهرات به مدّت سه دورهٔ کوتاه زندانی شد. پس از آزادی در سال ۱۹۹۲، او به لبنان تبعید شد و یک سال بازگشت و ریاست دانشگاه اسلامی غزه را عهده‌دار شد. هنیه در سال ۱۹۹۷ به ریاست دفتر حماس منصوب شد و سپس مقام او در این سازمان ارتقاء یافت.
هنیه در انتخابات فلسطین در سال ۲۰۰۶ میلادی پیروز شد و به این ترتیب دهمین نخست‌وزیر دولت فلسطین شد. تا اینکه محمود عباس در ۱۴ ژوئن ۲۰۰۷، هنیه را در اوج درگیری فتح و حماس از سمت خود برکنار کرد، امّا هنیه این فرمان را نپذیرفت و به اعمال قدرت نخست‌وزیری در نوار غزه ادامه داد. در سپتامبر ۲۰۱۶، گزارش‌ها حاکی از آن بود که هنیه جایگزین خالد مشعل به‌عنوان رئیس دفتر سیاسی حماس خواهد شد. او در ۶ مهٔ ۲۰۱۷ به‌عنوان رئیس سیاسی حماس انتخاب شد. در آن زمان، هنیه از نوار غزه به قطر نقل مکان کرد. در پی آغاز جنگ اسرائیل و حماس در اواخر سال ۲۰۲۳، اسرائیل اعلام کرد که قصد دارد همهٔ رهبران حماس را ترور کند. در اوایل سال ۲۰۲۴، سه پسر و سه نوهٔ او در حملهٔ هوایی اسرائیل در نوار غزه کشته شدند. در مهٔ ۲۰۲۴، کریم احمد خان، دادستان دیوان کیفری بین‌المللی، اعلام کرد قصد دارد حکم بازداشت هنیه و دیگر رهبران حماس را به‌دلیل جنایات جنگی و جنایت علیه بشریت صادر کند.
در ۳۱ ژوئیه ۲۰۲۴، هنیه در جریان بازدید از ایران در تهران ترور شد. اسرائیل مسئولیت کشتن اسماعیل هنیه در تهران را برعهده گرفت. ترور او موجی از انتقادها و واکنش‌ها را در پی داشت. ایران وعده انتقام داد و پس از ۶۰ روز، حمله موشکی به اسرائیل انجام داد.

## زندگی

### اوایل زندگی و تحصیلات
هنیه در اردوگاه مخیم الشاطئ در نوار غزه تحت اشغال مصر زاده شد. پدر و مادرش در جریان جنگ ۱۹۴۸ اعراب و اسرائیل در سال ۱۹۴۸ از خانه‌هایشان در اشکلون، در اراضی‌ای که اسرائیل در آن زمان در آن تأسیس شد، اخراج شدند یا از آنها فرار کردند. او در مدارس سازمان ملل متحد تحصیل کرد و در سال ۱۹۸۷ تقریباً هم‌زمان با آغاز انتفاضهٔ اول از دانشگاه اسلامی غزه در رشتهٔ ادبیات عربی دانش‌آموخته شد. از سال ۱۹۸۵ تا ۱۹۸۶، او رئیس شورای دانشجویان به نمایندگی از اخوان‌المسلمین بود. او همچنین در تیم فوتبال انجمن اسلامی به‌عنوان هافبک بازی می‌کرد.

### در زندان و تبعید
اسماعیل هنیه در تظاهرات انتفاضهٔ اول شرکت کرد و توسط دادگاه نظامی اسرائیل به زندان محکوم شد. او بار دیگر در سال ۱۹۸۸ توسط اسرائیل بازداشت و به‌مدت شش ماه و در سال ۱۹۸۹ به مدت سه سال زندانی شد. پس از آزادی، در سال ۱۹۹۲، مقامات نظامی اسرائیل او را همراه عبدالعزیز الرنتیسی، محمود زهار، عبدالعزیز رنتیسی و ۴۰۰ فعال دیگر از رهبران ارشد حماس به لبنان تبعید کردند. این فعالان بیش از یک سال در جنوب لبنان ماندند، جایی که به گفتهٔ بی‌بی‌سی: «حماس در معرض رسانه‌های بی‌سابقه‌ای قرار گرفت و در سراسر جهان شناخته شد». اسماعیل هنیه یک سال بعد به غزه بازگشت و به ریاست دانشگاه اسلامی منصوب شد.

## زندگی شخصی
اسماعیل هنیه متأهل و دارای ۱۳ فرزند بود که سه نفر از آن‌ها در سال ۲۰۲۴ ترور شدند. در اکتبر ۲۰۲۳ جنگنده‌های ارتش اسرائیل خانهٔ هنیه در شهره غزه را بمباران کردند که طی این حادثه ۱۴ نفر از اعضای خانوادهٔ وی ازجمله یک برادر و برادرزاده‌اش کشته شدند. در نوامبر ۲۰۲۳، طبق گزارش‌ها، یک نوهٔ او در یک حملهٔ هوایی اسرائیل در شهر غزه کشته شد. در اواخر همان ماه، نوهٔ بزرگش در حملهٔ اسرائیل کشته شد. سه تن از پسران و سه نوهٔ او در حملهٔ هوایی اسرائیل در نوار غزه در ۱۰ آوریل ۲۰۲۴ ترور شدند. هنیه تا هنگام کشته شدن در قطر زندگی می‌کرد.

### کشته شدن اعضای خانواده
بیش از شصت نفر از اعضای خانواده هنیه، از جمله خواهرش، ظاهر هنیه توسط اسرائیل کشته شده‌اند.
در اکتبر ۲۰۲۳، چهارده نفر از اعضای خانواده او از جمله یک برادر و برادرزاده، در حمله هوایی اسرائیل به خانه خانوادگی او در شهر غزه کشته شدند. در نوامبر ۲۰۲۳، نوه او روآ هنیه در حمله هوایی اسرائیل در شهر غزه کشته شد. در اواخر همان ماه، نوه بزرگش در حمله اسرائیل کشته شد.
در ۱۰ آوریل ۲۰۲۴، سه تن از پسران او - حازم، امیر و محمد و چهار نوه‌اش در جریان حمله هوایی اسرائیل به خودروی خانواده‌شان در نوار غزه کشته شدند. روزنامه نیو عرب گزارش داد که یک نوه دیگر به نام ملک که او نیز در خودرو بوده است، یک هفته بعد بر اثر جراحات جان خود را از دست داده است. بی‌بی‌سی این چهار نوه را مونا، امل، خالد و رزن نام برده است. اسرائیل مدعی شد که پسران هنیه عوامل حماس هستند و در راه انجام فعالیت‌های تروریستی بودند. به گفته نزدیکان هانیه، اعضای خانواده او برای جشن عید سعید فطر بیرون رفته بودند که هدف حملات اسرائیل قرار گرفتند. میدل ایست آی ویدئویی را منتشر کرد که یکی از نوه‌های هنیه را «لحظه‌هایی قبل از حمله مرگبار اسرائیل» نشان می‌داد. در این ویدیو، کودکی که از جشن عید فطر، هیجان زده بیرون می‌شد، فریاد می‌زند «عید آمد».
در ۲۵ ژوئن ۲۰۲۴، ده نفر از اعضای خانواده او، از جمله خواهر ۸۰ ساله اش، در حمله هوایی اسرائیل در اردوگاه آوارگان الشطی کشته شدند.

## ترور و مرگ
اسماعیل هنیه در حدود ساعت ۲ بامداد ۱۰ مرداد ۱۴۰۳ (۳۱ ژوئیه ۲۰۲۴) و پس از شرکت در مراسم تحلیف رئیس‌جمهور مسعود پزشکیان، با اصابت موشک پرتاب‌شده از هوا به محل اقامت خود در یکی از آسایشگاه‌های جانبازان در شمال تهران به‌همراه یکی از محافظانش (وسعیم شعبان) ترور و کشته شد. هرچند برخی منابع از بمب‌گذاری در زیر تخت محل اقامت او خبر دادند ولی در بیانیه سپاه پاسداران انقلاب اسلامی ایران، این ترور به وسیله پرتابه انفجاری صورت گرفته بود.
کانال ۱۲ تلویزیون اسرائیل ۸ دی ۱۴۰۳ در گزارشی اعلام کرد هنیه طی یک نقشه برنامه‌ریزی شده دقیق که ماه‌ها برای آن برنامه‌ریزی شده بود با انفجار بمب کنترل از راه دور در اقامتگاهش کشته شد.

### پذیرفتن مسئولیت ترور از سوی نتانیاهو
چند ماه پس از واقعه ترور در آبان 1403 بنیامین نتانیاهو مسئولیت کشته شدن هنیه ، ضیف و نصرالله را برعهده گرفت. او در مجمع عمومی کنست اذعان کرد :"یک سال است که دشمنان ما فکر می‌کنند که ما را شکست داده و به سمت فروپاشی کشانده‌اند....ما سید حسن نصرالله، محمد ضیف و اسماعیل هنیه را ترور کردیم." 

### عامل ترور
بااینکه عامل ترور معرفی نشده است، اما اسرائیل پس از حملهٔ ۷ اکتبر حماس به این کشور که در آن ۱۲۰۰ نفر کشته شدند، قول «نابودی» مقامات ارشد حماس را داده بود. هفته‌نامه جویش کرونیکل (The Jewish Chronicle)، رسانه متعلق به یهودیان مقیم انگلیس، عامل این ترور را موساد اعلام کرد. همچنین روزنامه تلگراف مدعی شد که موساد قصد ترور هنیه را در مراسم تشیع جنازه ابراهیم رئیسی داشت اما به خاطر احتمال بالای شکست خوردن این ترور، آن را به مناسبت دیگری محول کرد.
یورو نیزو در مطلبی گزارش کرد که اسرائیل معمولاً در مورد عملیات خود در ایران اظهار نظر نمی‌کند، اما سوءقصد به اسماعیل هنیه ممکن است از همان الگویی پیروی کرده باشد که در حمله ۱۹ آوریل ۲۰۲۴ به تأسیسات هسته‌ای ایران مورد استفاده قرار گرفته بود. در آن زمان، گمان می‌رفت که جت‌های جنگنده اسرائیلی از خارج از حریم هوایی ایران راکت‌هایی شلیک کرده باشند.
برخی از فعالان سیاسی و امنیتی، این ترور را بدون دست‌داشتن نیروهای نفوذی غیرممکن دانستند و از لزوم مقابله با نفوذی‌ها در بدنه جمهوری اسلامی سخن گفتند.

### واکنش‌ها
- ترور هنیه با واکنش‌های بین‌المللی و محلی فراوانی همراه بود.[۵۲] کشورهای مصر،[۵۵] اردن،[۵۶] عراق،[۵۷] عمان،[۵۸] افغانستان،[۵۹] یمن،[۶۰] قطر،[۶۱] اندونزی،[۶۲] مالزی،[۶۳] پاکستان،[۶۴] ترکیه،[۶۵] چین،[۶۶] روسیه،[۶۷] سریلانکا،[۶۸] مالدیو[۶۹] و … این ترور را محکوم و به آن واکنش نشان دادند.[۷۰]
- عاموس گیلعاد، یک مقام ارشد سابق دفاعی به کانال ۱۲ اسرائیل گفته بود که «ترور اسماعیل هنیه در تهران یک دستاورد شگفت‌انگیز اطلاعاتی، توأم با موفقیت در بخش عملیاتی بود که به نتیجه رسید.»[۵۲]
- در پی ترور هنیه، نشست اضطراری شورای امنیت برگزار شد. این نشست به درخواست ایران و با حمایت روسیه، الجزایر و چین برگزار گردید.[۷۱]
- فو کونگ، سفیر چین گفت که کشورش ترور هنیه را به‌شدت محکوم می‌کند و این حادثه را «اقدامی آشکار برای تضعیف تلاش‌های بین‌المللی در راه صلح» می‌داند. او تأکید کرد که «چین عمیقاً نگران تشدید آشوب‌ها در منطقه در پی این حمله است».[۷۱]
- دیمیتری پولیانسکی، معاون اول نماینده دائم روسیه در سازمان ملل نیز گفت که پیامدهای این حمله برای کل منطقه «خطرناک» است و مدعی شد که «این یک ضربه جدی به‌ویژه برای مذاکرات میانجیگری بین حماس و اسرائیل برای برقراری آتش‌بس در نوار غزه بود که اسماعیل هنیه مستقیماً در آن شرکت داشت.»[۷۱]
- رابرت وود، فرستاده آمریکا در شورای امنیت سازمان ملل نیز گفت که واشینگتن نه در حمله به اسماعیل هنیه دخالتی داشته و نه از این ماجرا اطلاعی داشته است.[۷۱]
- آنتونیو گوترش، دبیرکل سازمان ملل متحد روز چهارشنبه در بیانیه‌ای اعلام کرد که حملات اخیر به بیروت و تهران، نشانگر «تشدید خطرناک» درگیری‌های خاورمیانه است.[۷۱]

### پیامدهای ترور
یکی از پیامد سیاسی کشته شدن هنیه، آسیب به تلاش‌های شکننده آمریکا، قطر و مصر برای دستیابی به آتش‌بس در غزه بود. این در حالی بود که اسماعیل هنیه پیش‌تر در یک سخنرانی تلویزیونی به مناسبت عید قربان گفته بود که «پاسخ حماس به آخرین پیشنهاد آتش‌بس غزه با اصول مطرح شده در طرح پیشنهادی جو بایدن، رئیس‌جمهوری آمریکا مطابقت دارد.»
با کشته شدن هنیه، یحیی سنوار جانشین او شد. این اتفاق در ۱۶ مرداد برابر با ۶ اوت ۲۰۲۴ طی بیانیه‌ای رسماً از سوی مقامات حماس اعلام شد.
پس از کشته شدن هنیه، جمهوری اسلامی ایران، اسرائیل را تهدید به خونخواهی کرد. انتقام‌خواهی در میان مسئولان ایران مکرر عنوان می‌شد و رهبر جمهوری اسلامی ایران نیز به آن تأکید کرد. این خونخواهی تا چندین روز بعد همچنان توسط مسئولان نظامی ایران تکرار می‌شد. بر اساس برخی اظهارنظرها، انتقام‌گیری از اسرائیل، با وعده‌های آمریکا به مقامات ایرانی برای نزدیک بودن آتش‌بس در غزه و لبنان به تأخیر می‌افتاد. با این همه در ۱ اکتبر ۲۰۲۴ و پس از ۶۰ روز، ایران در حمله‌ای موشکی به اسرائیل، انتقام کشته شدن هنیه، سید حسن نصرالله و عباس نیلفروشان را گرفت.

## فعالیت سیاسی

### نخست‌وزیر

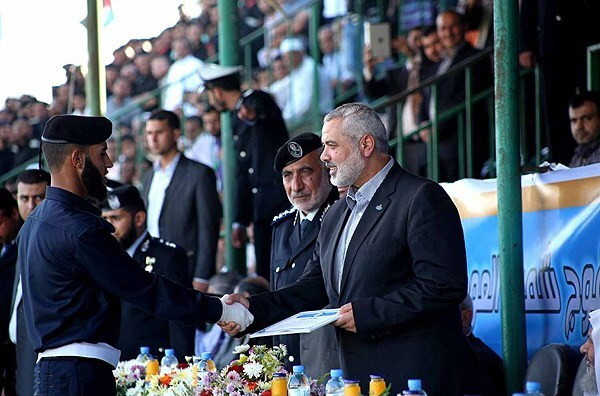
هنیه در مراسم دانش‌آموختگی پلیس غزه، ۲۰۱۲

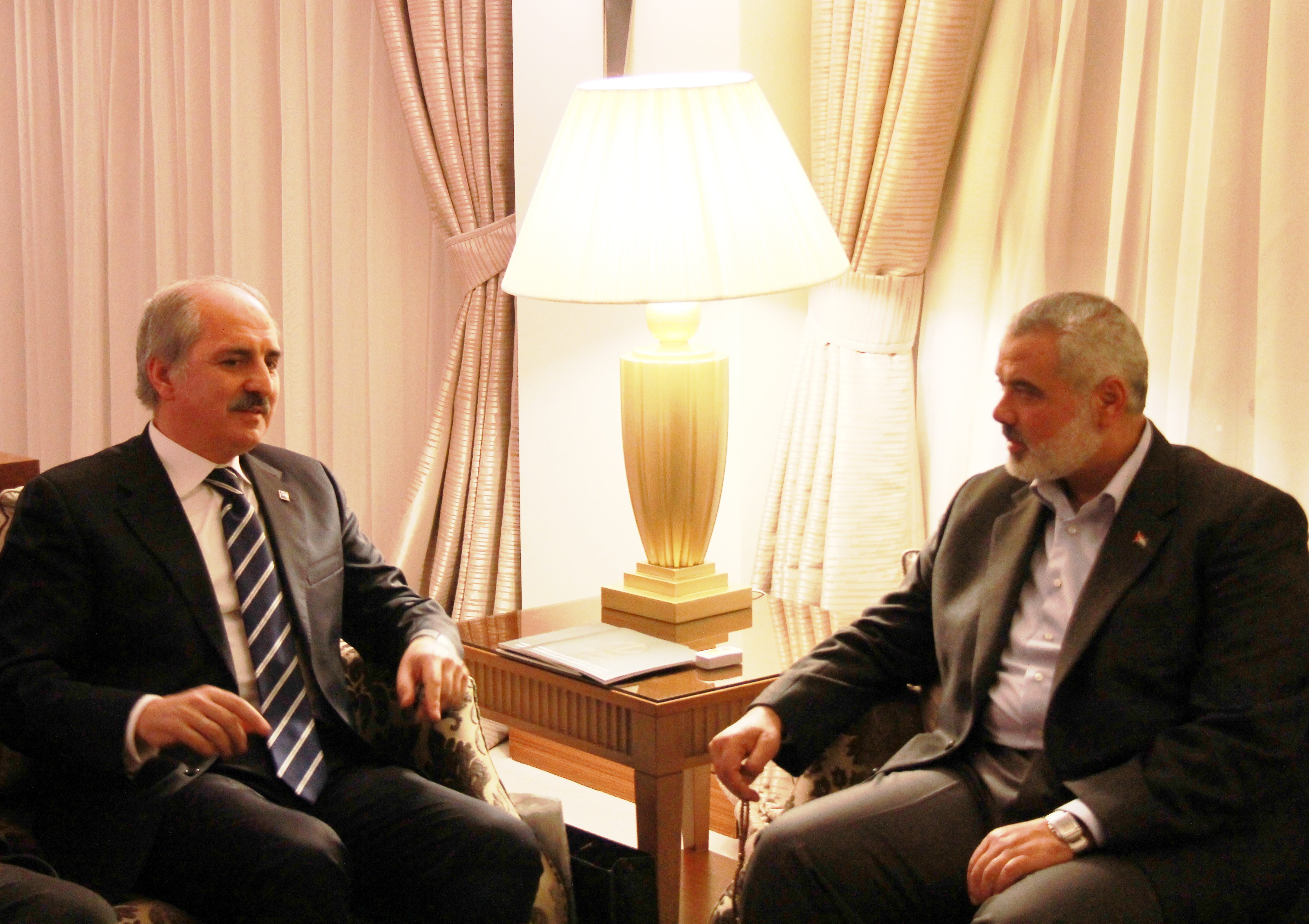
هنیه و وزیر فرهنگ ترکیه، ۲۰۱۲

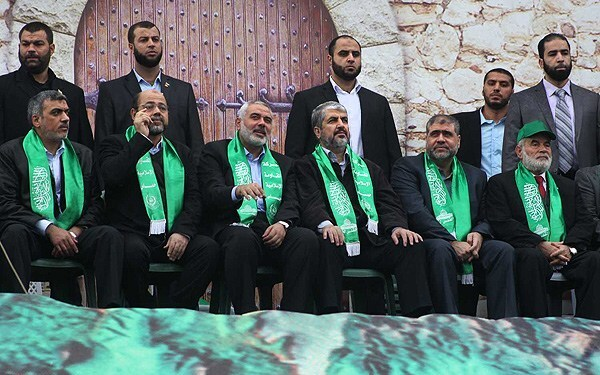
هنیه و خالد مشعل در غزه، ۸ دسامبر ۲۰۱۲

هنیه در ۱۶ فوریه ۲۰۰۶ در پی پیروزی «فهرست تغییر و اصلاحات» حماس در انتخابات ۲۵ ژانویهٔ ۲۰۰۶ به‌عنوان نخست‌وزیر نامزد شد. او رسماً در ۲۰ فوریه به محضر رئیس دولت فلسطین محمود عباس رسید و در ۲۹ مارس ۲۰۰۶ سوگند خورد.

#### واکنش غرب
در پی این انتخابات اسرائیل یک رشته تدابیر تنبیهی، ازجمله تحریم‌های اقتصادی، را علیه تشکیلات خودگردان وضع کرد. نخست‌وزیر اسرائیل ایهود اولمرت، اعلام کرد اسرائیل به تشکیلات خودگردان فلسطین اجازه نمی‌دهد ۵۰ میلیون دلار تخمینی از عواید مالیاتی جمع‌آوری‌شده از سوی اسرائیل به نیابت از تشکیلات خودگردان به آن منتقل شود. هنیه این تحریم‌ها را رد کرد و گفت حماس نه خلع سلاح می‌شود، نه اسرائیل را به رسمیت می‌شناسد.
آمریکا درخواست کرد ۵۰ میلیون دلار کمکِ هزینه‌نشده به تشکیلات خودگردان به آمریکا بازگردانده شود که وزیر اقتصاد فلسطین با آن موافقت کرد. هنیه پس از از دست دادن کمک آمریکا و اتحادیهٔ اروپا، گفت: «غرب همیشه از کمک‌هایش برای اعمال فشار به مردم فلسطین استفاده می‌کند.»

#### درگیری با عباس
لازم بود توافقی با عباس حاصل شود تا از فراخوان او برای انتخابات جدید جلوگیری شود. در شب این توافق در ۲۰ اکتبر ۲۰۰۶ برای پایان دادن به جنگ جناحی بین فَتح و حماس، به کاروان هنیه در غزه گلوله شلیک شد و یکی از خودروهای آن به آتش کشیده شد. در این حمله به هنیه آسیبی نرسید. منابع حماس آن را تلاش به سوءقصد ندانستند. منابع امنیتی تشکیلات خودگردان گزارش کردند حمله‌کنندگان بستگان یک عضو فتح بود که در درگیری‌ها با حماس کشته شده بود.

#### راه داده نشدن به غزه
در هنگام آرام شدن درگیری فتح و حماس، در دسامبر ۲۰۰۶ به هنیه اجازهٔ ورود به غزه از مصر در گذرگاه مرزی رَفَح داده نشد. این گذرگاه به دستور وزیر دفاع اسرائیل امیر پرتز بسته شد. هنیه داشت از اولین سفر رسمی خارجی خود به‌عنوان نخست‌وزیر به غزه بازمی‌گشت. او حدوداً ۳۰ میلیون دلار آمریکا پول نقد برای پرداختی‌ها تشکیلات خودگردان را با خود حمل می‌کرد. مقامات اسرائیلی بعدتر گفتند در صورتی که پول در مصر بماند و به یک حساب بانکی اتحادیهٔ عرب منتقل شود به هنیه اجازهٔ عبور از مرز را می‌دهند. نبرد مسلحانه ای بین ستیزه‌جویان حماس و نگهبانان ریاست تشکیلات خودگردان در پاسخ به این واقعه درگرفت. دیده‌بانان اتحادیهٔ اروپا که این گذرگاه را اداره می‌کردند به ایمنی تخلیه شدند. وقتی هنیه سعی به گذر از مرز کرد تبادل آتش درگرفت و یک محافظ کشته و پسر بزرگ او زخمی شدند. حماس این حادثه را تلاش گروه رقیب فتح برای کشتن هنیه خوانده و آن را محکوم کرد. این باعث جنگ مسلحانه در نوار غزه و کرانهٔ باختری بین نیروهای حماس و فتح شد. از هنیه نقل شد که می‌داند متهمان چه کسانی هستند ولی از شناساندن آنها خودداری کرد و خواهان وحدت فلسطینیان شد. مصر پیشنهاد میانجیگری داد.

#### دولت وحدت ملی فلسطین ۲۰۰۷
هنیه در ۱۵ فوریهٔ ۲۰۰۷ در چارچوب فرایند تشکیل حکومت وحدت ملی بین حماس و فتح استعفا داد. او در ۱۸ مارس ۲۰۰۷ حکومت جدیدی به‌عنوان رئیس کابینه‌ای که شامل سیاست‌مداران فتح و نیز حماس بود تشکیل داد.
در ۱۴ ژوئن ۲۰۰۷، در میانهٔ نبرد ۲۰۰۷ غزه، محمود عباس انحلال حکومت وحدت مارس ۲۰۰۷ و اعلان یک وضعیت اضطراری را اعلام کرد. هنیه برکنار شد و عباس با فرمان‌های ریاست تشکیلات بر کرانهٔ باختری و غزه حکومت می‌کرد.

### پس از نبرد غزه
در سال ۲۰۱۶ هنیه پذیرفت از غزه به قطر نقل مکان کند. او دفتری در دوحه داشت.

### رئیس دفتر سیاسی حماس
در نوامبر ۲۰۱۶ گزارش‌هایی مبنی بر جانشینی حماس به‌جای خالد مشعل به‌عنوان رهبر حماس مطرح شد. هنیه، مشعل و محمود عباس در قطر برای بحث در خصوص آشتی ملی و انتخابات‌های پیش رو دیدار کردند. این دیدار نشان از آن داشت که هنیه به جای دو نامزد محتمل دیگر، موسی ابو مرزوق و محمود زهار انتخاب شده است.
در سال ۲۰۱۸ ایالات متحدهٔ آمریکا هنیه را در فهرست تروریست‌های ویژهٔ تعیین‌شدهٔ جهانی قرار داد.
در فوریهٔ ۲۰۲۰ هنیه با رئیس‌جمهور ترکیه رجب طیب اردوغان دیدار کرد. وزارت امور خارجهٔ آمریکا این دیدار را آسیب‌زننده به منافع مردم فلسطین و تضعیف‌کنندهٔ تلاش‌های جهانی برای جلوگیری از حملات تروریستی از غزه خواند.
در اوت ۲۰۲۰ هنیه به عباس زنگ زد و توافقنامهٔ صلح اسرائیل–امارات متحدهٔ عربی را رد کرد، واقعه‌ای که رویترز آن را یک نمایش نادر وحدت خواند.
در ۲۶ ژوئیهٔ ۲۰۲۳ هنیه با اردوغان و محمود عباس دیدار کرد. تلاش ترکیه برای آشتی بین فتح و حماس پشت پردهٔ این دیدار بود.

#### جنگ اسرائیل و حماس
در ۷ اکتبر ۲۰۲۳ در روز حملهٔ حماس به اسرائیل، هنیه در استانبول، ترکیه بود. ویدئویی از دوحه هنیه را در حال جشن گرفتن حملهٔ حماس به اسرائیل به همراه دیگر مقامات حماس پیش از سجده و حمد خداوند نشان می‌داد. بنا بر روزنامهٔ تلگراف، هنیه «چهرهٔ عمومی» این حمله شد و به‌طور عمومی آن را سرآغاز دورهٔ جدیدی در درگیری فلسطین و اسرائیل توصیف کرد. هنیه در یک سخنرانی تلویزیونی به تهدیدات نسبت به مسجدالاقصی، محاصرهٔ نوار غزه از سوی اسرائیل، و مرارت‌های پناهندگان فلسطینی استناد کرد: «چند بار به شما هشدار دادیم که مردم فلسطین ۷۵ سال است دارند در اردوگاه‌های پناهندگان زندگی می‌کنند، و شما از به رسمیت شناختن حقوق مردم ما سر باز می‌زنید؟» او ادامه داد که اسرائیل «که نمی‌تواند از خود در مواجه با مقاومت‌کنندگان حفاظت کند» نمی‌تواند از دیگر کشورهای عرب حفاظت کند و گفت «همهٔ پیمان‌های عادی‌سازی‌ای که شما با آن رژیم امضا کردید نمی‌تواند منازعه [فلسطین] را حل‌وفصل کند.»
در ۲ نوامبر ۲۰۲۳، هنیه اظهار داشت اگر اسرائیل با آتش‌بس و گشایش گذرگاه‌های بشردوستانه برای آوردن کمک بیشتر به غزه موافقت کند، حماس برای «مذاکرات سیاسی برای یک چارهٔ دو کشوری با قدس به‌عنوان پایتخت فلسطین موافق است،» و افزود «اسرای اسرائیلی نیز در معرض همان نابودی و مرگ مشابه مردم ما هستند.»
نظرسنجی‌ای در ۱۳ دسامبر نشان داد هنیه با قاطعیت محمود عباس را برای منصب رئیس دولت فلسطین (۷۸٪ برای هنیه و ۱۶٪ عباس) شکست می‌دهد. به هر روی در یک رقابت سه‌نفره بین هنیه، عباس و مروان برغوثی، برغوثی ۴۷٪, هنیه ۴۳٪ و عباس ۷٪ را می‌برد. برغوثی در حبس انفرادی اسرائیل است.

### رابطه با نیروی قدس
در دی ۱۳۹۸ هنیه و هیئتی از حماس در تهران با اسماعیل قاآنی، فرماندهٔ نیروی قدس، دیدار و گفتگو داشتند. هنیه گفت که جمهوری اسلامی ایران ۷۰ میلیون دلار به جنبش حماس پول داده است. الزهار از مقام‌های ارشد حماس گفته است: قاسم سلیمانی، فوراً درخواست ما را پاسخ داد و فردا در فرودگاه ۲۲ میلیون دلار در چمدان به ما تحویل داد. الزهار همچنین گفت: «قرار بود مبلغ بیش‌تری پرداخت شود اما (هیئت حماس) ۹ نفره بود و نمی‌توانستیم بیش از این حمل کنیم زیرا هر چمدان ۴۰ کیلوگرم گنجایش داشت».